# 徐致靖
徐致靖（1844年—1918年），字子静，號僅叟，清末高官，维新派人士。江苏宜兴人，寄籍宛平。

## 生平
徐致靖為道光二十七年（1847年）進士徐家之子。光绪二年（1876年）中进士，选庶吉士，散馆授编修。光緒二十四年（戊戌年，1898年），官拜礼部右侍郎、翰林侍读学士。戊戌四月二十日（1898年6月8日），上书《请明定国是疏》（康有为代拟）请求光绪帝正式改变旧法，实施新政。上书后第三天（6月11日），光绪帝颁布《定国是诏》。戊戌变法正式启动。变法开始后，上《密保人才摺》，向光绪帝保荐康有为、谭嗣同、张元济、黄遵宪、梁启超等人。在变法中多次上书，主张废八股，开书局，裁冗官，上摺保举袁世凯等。变法失败后，在上斜街寓所被捕。徐家认为他必死无疑，备好棺材。后经李鸿章（與徐父為同年故交）疏通，荣禄力保，被判绞监候（死缓）。庚子事变，慈禧太后西逃。八国联军入京，刑部大牢无人职守，请徐致靖回家。慈禧回京后，下诏赦免。后归隐杭州姚园寺巷直至病逝。他被称为“六君子”之外的七君子，參與變法最早最深，逃生後曾勸康有爲不要參加復辟。
著有《上虞县志》、《奏议》、《仅叟诗文》若干卷，《论语解》（未完稿）。

## 延伸阅读
[在维基数据编辑]
 《清史稿/卷464》，出自趙爾巽《清史稿》